# الطريق السريع 613 (السعودية)
الطريق السريع 613 أو طريق الظهران-الجبيل أحد أهم الطرق السريعة في المنطقة الشرقية من المملكة العربية السعودية. يصل الطريق بين مدينة الظهران جنوباً ومدينة الجبيل شمالاً ماراً بمدينة الدمام ومدينة سيهات ومدينة القطيف ومدينة صفوى وبالقرب من مدينة رأس تنورة. يبعد الطريق عن الخليج العربي مابين 2 كيلومتر في بعض الأماكن ويصل إلى 14 كيلو في أجزاء أخرى. يتصل الطريق  بمطار الملك فهد الدولي بطريقين حيويين. يتصف طريق الظهران الجبيل بأنه ذو كثافة مرور عالية في جميع الأوقات، ويخدم قرابة مليونين شخص يعيشون في المحافظات والمدن التي يمر عليها. يبلغ طول الطريق 115 كيلو متر تقريبًا، ويتكون من 3 مسارات إلا أن هناك دراسة لزيادتها ل 4 مسارات. كما أنه يضم مسارين للطوارئ أحدهما على اليمين والآخر على اليسار، بالإضافة أن الطريق مضاء بالكامل ويوجد بجانبه طريق خدمة إلا أنه يمتد لحوالي 38 كيلو متر فقط في المنطقة الواقعة بين الظهران وصفوى.